# Hiram Stevens Maxim

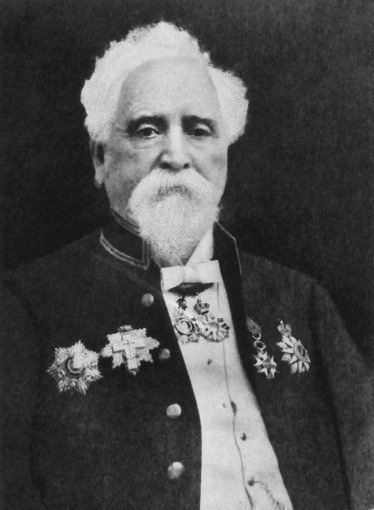
Harim Maxim (ca. 1916)

Hiram Stevens Maxim (Sangerville (Maine), 5 februari 1840 – Londen, 24 november 1916) was een Amerikaans uitvinder die later naar Engeland emigreerde en daarna de Britse nationaliteit aannam. Hij is bekend als uitvinder van het Maxim-geweer, het eerste mobiele volautomatische machinegeweer, en van een muizenval. Daarnaast speelde hij een bescheiden pioniersrol bij de ontwikkeling van zowel elektrisch licht in de Verenigde Staten als bij de luchtvaart.

## Biografie
Maxim werd geboren in Sangerville als zoon van Isaac Weston Maxim en Harriet Boston Stevens. Zijn vader was een boer, houtbewerker, molenmaker en parttime uitvinder. Hiram genoot weinig onderwijs en vanaf zijn veertiende werkte hij afwisselend als leerling koetsenmaker, meubelmaker en mecanicien. Tien jaar later verkreeg hij een baan in de machinefabriek van zijn oom Levi Stevens in Fitchburg (Massachusetts).
Van 1866 tot 1870 werkte hij als instrumentmaker en tekenaar voor Oliver P. Drake, een producent van wetenschappelijke instrumentatie. Gedurende deze periode patenteerde hij zijn eerste uitvindingen, een krultang, een automatische muizenval en een automatisch sproeisysteem. In 1867 trad hij in het huwelijk met Louisa Jane Budden; samen kregen ze drie kinderen – zoon Hiram Percy Maxim (1868-1936) en de dochters Florence en Adalaine.
Vervolgens werkte hij van 1870 tot 1877 voor de Novelty Iron Works and Shipbuilding Co. in New York waar hij gasgeneratoren maakte en later zijn eerste elektrotechnische uitvindingen deed. In 1878 ging hij werken voor de United States Electric Company (USEC), waar hij een methode uitvond om gloeidraden in koollampen te carboniseren.
In 1881 huwde hij zijn tweede vrouw, Sarah Hayes en datzelfde jaar verhuisde hij definitief naar Engeland waar hij een werkplaats begon bij Hatton Gorden, Londen. In 1883 vond hij zijn Maxim-machinegeweer uit en verkreeg er een Brits octrooi op.
Na in 1899 Brits onderdaan te zijn geworden werd hij in 1901 door koningin Victoria geridderd, voor zijn uitvindingen, waarvan vele met een militaire toepassing; sindsdien mag hij als sir benoemd worden. Hij overleed op 76-jarige leeftijd.

## Uitvindingen
Hoewel Maxim meer dan 270 Britse en Amerikaans patenten op zijn naam heeft staan is die van de naar hem vernoemde mitrailleur het bekendst.

### Maxim-machinegeweer

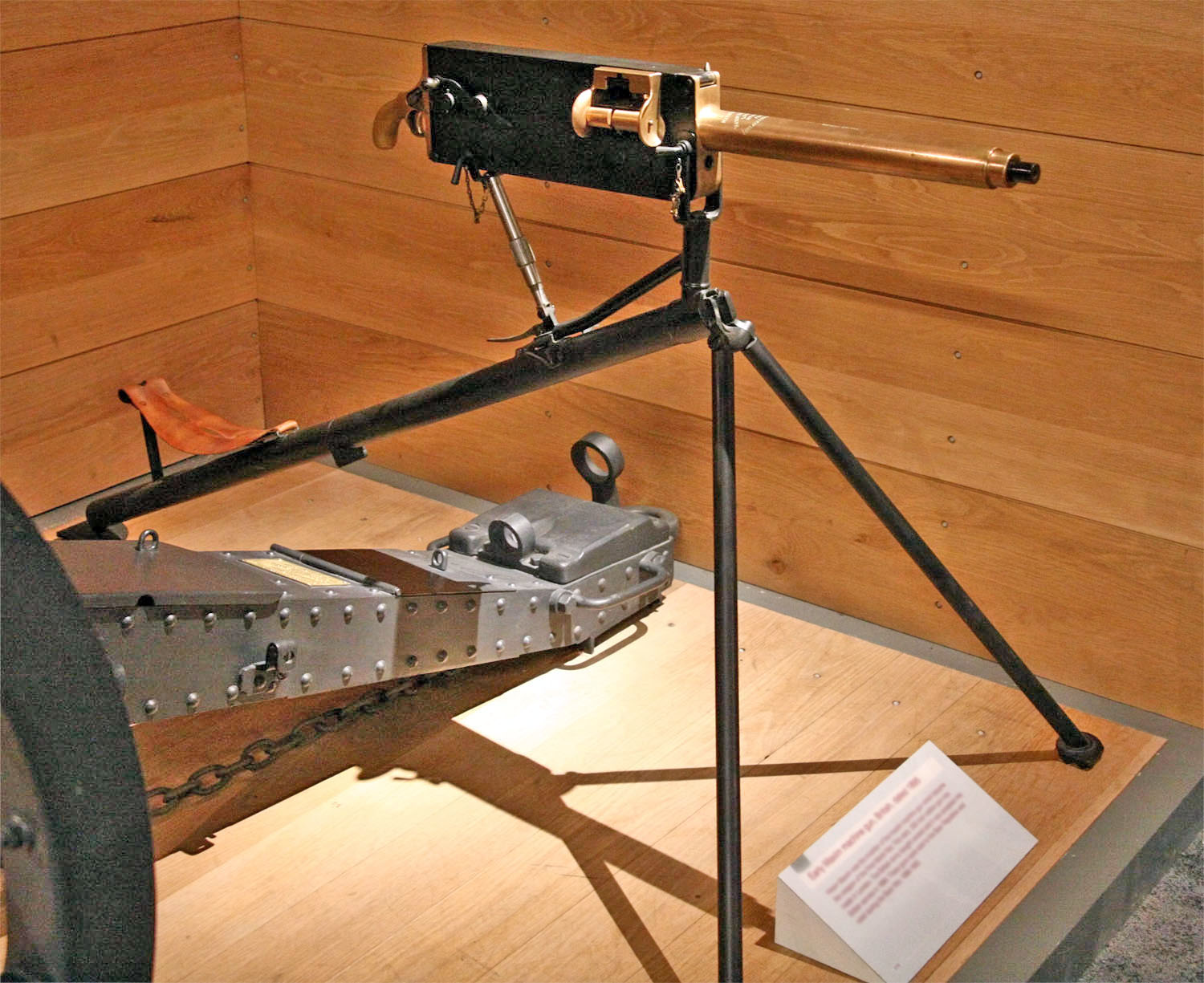
Maxim-machinegeweer gemonteerd op een tripod (1895)

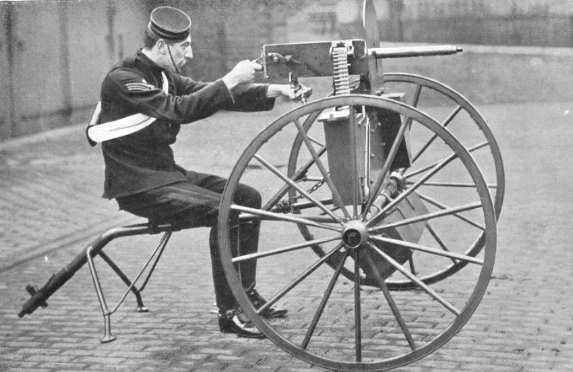
Maxim-machinegeweer gemonteerd op een Dundonald affuit

Vanaf het moment dat er vuurwapens werden gemaakt waren schutters op zoek naar een wapen dat meer dan één schot kon afvuren voordat er herladen moest worden. Al in 1718 werd door de Britse advocaat James Puckle een machinegeweer gepatenteerd, maar de eerste commercieel succesvolle uitvoering werd in 1861 uitgevonden door de Amerikaan Richard Gatling. Zijn Gatling Gun was echter een machinegeweer dat niet automatisch werkte maar met handkracht (door draaien aan een zwengel) het laden, afvuren en uitwerpen van de verschoten patroonhulzen verrichtte.
In 1882 was Maxim in Wenen waar hij een Amerikaanse kennis ontmoette die tegen hem zei: "Stop met jouw scheikunde en elektriciteit. Als je veel geld wilt verdienen, vind dan iets uit waarmee deze Europeanen elkaar gemakkelijk kunnen afmaken." Dit bracht hem op het idee om een verbeterd machinegeweer te ontwikkelen. In zijn werkplaats nabij Londen ontwikkelde hij diverse uitvoeringen, op zoek naar een vuurwapen waarbij de terugslag van het schot wordt gebruikt voor het laden van de volgende patroon.
Pas in 1883 lukte het hem om een automatisch werkende mitrailleur uit te vinden – een enkelloopswapen waarbij de patronen door een lange patroonband van geweven stof werden toegevoerd en meer dan 600 schoten per minuut kon afvuren. Vele legers gingen het Maxim-machinegeweer gebruiken – vooral tijdens de Eerste Wereldoorlog richtte zijn machinegeweer grote slachtingen aan onder de infanterietroepen.
Maxim richtte in Crayford, graafschap Kent, de wapenfabriek Maxim Gun Company op voor de massaproductie van zijn machinegeweer. Zijn bedrijf zou in 1896 fuseren met de wapenproducenten Nordenfelt en de Vickers Corporation tot Vickers, Sons & Maxim.
Hiram was niet de enige Maxim die actief was als uitvinder, ook zijn broer en zoon waren uitvinders. Zijn broer Hudson Maxim werkte op het gebied van explosieven en was uitvinder van maximite, een explosief anderhalf keer krachtiger dan dynamiet. Vanaf 1885 werkten ze samen aan rookloos buskruit, maar het was Hiram die het in 1888 perfectioneerde en het patenteerde. Zijn zoon Hiram Percy vond in 1905 de Maxim-geluiddemper voor vuurwapens uit.

### Elektrisch licht
Eind jaren 1870 ontwikkelde en installeerde Maxim de eerste elektrische verlichting in een New Yorks gebouw, de Equitable Insurance Company Building op 120 Broadway. Zijn bedrijf United States Electric (Lighting) Company was – na die van Thomas Edison – het tweede bedrijf dat gloeilampen verkocht. Karakteristiek aan de Maxim-lamp was de M-vorm van het filament.
Bij zijn werkzaamheden aan de Maxim-lamp werd hij onder andere geholpen door jongemannen als William Stanley Jr. en Lewis Howard Latimer en de bij Edison weggehaalde glasblazer Ludwig Böhm. Hierdoor raakte hij betrokken bij de vele, langdurige rechtszaken met Edison met betrekking tot de patentrechten op de uitvinding van de gloeilamp. Toen door zijn competitie met Edison het bedrijf dreigde failliet te gaan huurden de directeuren Charles Flint in, die het bedrijf liet fuseren met dat van Edward Weston.
Gedesillusioneerd over de gang van zaken en zijn nederlagen met Edison koos Maxim ervoor om een nieuwe carrière in Groot-Brittannië te beginnen.

### Vliegmachines

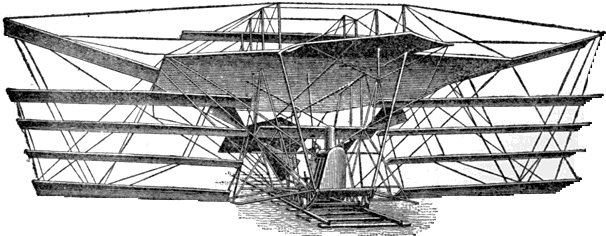
Maxims vliegmachine

Maxims vader had reeds eerder een helikopter voorgesteld, aangedreven door twee in tegengestelde richting draaiende rotors, maar kon geen motor vinden die sterk genoeg was. Hiram eerste tekeningen voor een helikopter dateren van 1872, maar toen hij zijn eerste "vliegmachine" bouwde gebruikte hij vleugels. Werkzaamheden begonnen in 1899 – hij bouwde een 145 voet lang vliegtuig met een gewicht van 3½ ton, een spanbreedte van 110 voet die werd voortbewogen door twee stoommachines van 360 paardenkracht (270 kW) die twee propellers aandreven.
Voor testen te Bexley in 1894 bewoog zijn machine voort over lange rails, daarbij preventief beveiligd tegen opstijgen. Doel van zijn testrit was niet om te vliegen maar te testen of zijn vliegtuig voldoende liftkracht had. De testresultaten toonden aan dat de machine genoeg lift had om op te stijgen. Echter tijdens de test raakte de baan zwaar beschadigd, de "vlucht" moest voortijdig worden afgebroken om verder onheil te voorkomen. Wel zeker was dat zijn vliegtuig aerodynamisch onstabiel en onhandelbaar was, iets wat ook Maxim zich realiseerde omdat hij alle verdere werkzaamheden eraan beëindigde.

#### Captive Flying Machines
Voor zowel de financiering van zijn onderzoek als voor het populariseren van vliegen bouwde Maxim een amusementsattractie voor de Earl's Court tentoonstelling in 1904. De attractie was gebaseerd op de testbaan die hij eerder had bedacht en bestond uit een groot draaiend chassis waaraan gondels waren bevestigd. Als in een zweef gingen de gondels omhoog bij het draaien van de machine, hiermee een vlucht simulerend.
Maxim wilde aanvankelijk aerofoils en vleugels toevoegen, zodat passagiers tijdens hun vlucht hun "vliegtuig" konden bedienen, maar dit werd vanwege de veiligheid bij wet verboden. Als gevolg hiervan verloor Maxim zijn interesse in het project, door zijn attractie als een "eenvoudige, verfraaide draaimolen" te noemen. Niettemin bouwde zijn bedrijf meerdere apparaten met verschillende afmetingen bij de The Crystal Palace en bij verscheidene Engelse badplaatsen, zoals Southport, New Brighton en Blackpool, die alle rond 1904 werden geopend.